# Cantharellus pallidipes
Cantharellus pallidipes é uma espécie de fungo pertencente à família Cantharellaceae.